# Mesothuria murrayi
Mesothuria murrayi är en sjögurkeart som först beskrevs av Jakob Gustaf Gösta Theel 1886.  Mesothuria murrayi ingår i släktet Mesothuria och familjen slangsjögurkor. Inga underarter finns listade i Catalogue of Life.